# Gérard Gäfgen
Gérard Gäfgen (* 26. Februar 1925 in Luxemburg; † 30. September 2005 in Konstanz) war ein deutscher Wirtschaftswissenschaftler.

## Werdegang
Von 1950 bis 1955 studierte er Volkswirtschaftslehre und Soziologie an der Universität zu Köln. Dort promovierte er 1955 über die „Problematik der Investitionsquote in der westdeutschen Wirtschaft“. Sechs Jahre später 1961 habilitierte er über die „Elementare Theorie der wirtschaftlichen Entscheidung“. In Vertretung von Karl Schiller vertrat er diesen als Ordinarius an der Universität Hamburg. Im Jahre 1969 nahm er den Ruf an die Universität Konstanz an und verblieb dort bis zu seiner Emeritierung. Berufungen nach Wien und Zürich nahm er nicht an. Er war maßgeblich an der Weiterentwicklung des Faches Gesundheitsökonomie beteiligt, welches in Deutschland bedingt durch die Nationalsozialistische Rassenhygiene, vernachlässigt worden war.

## Sonstiges

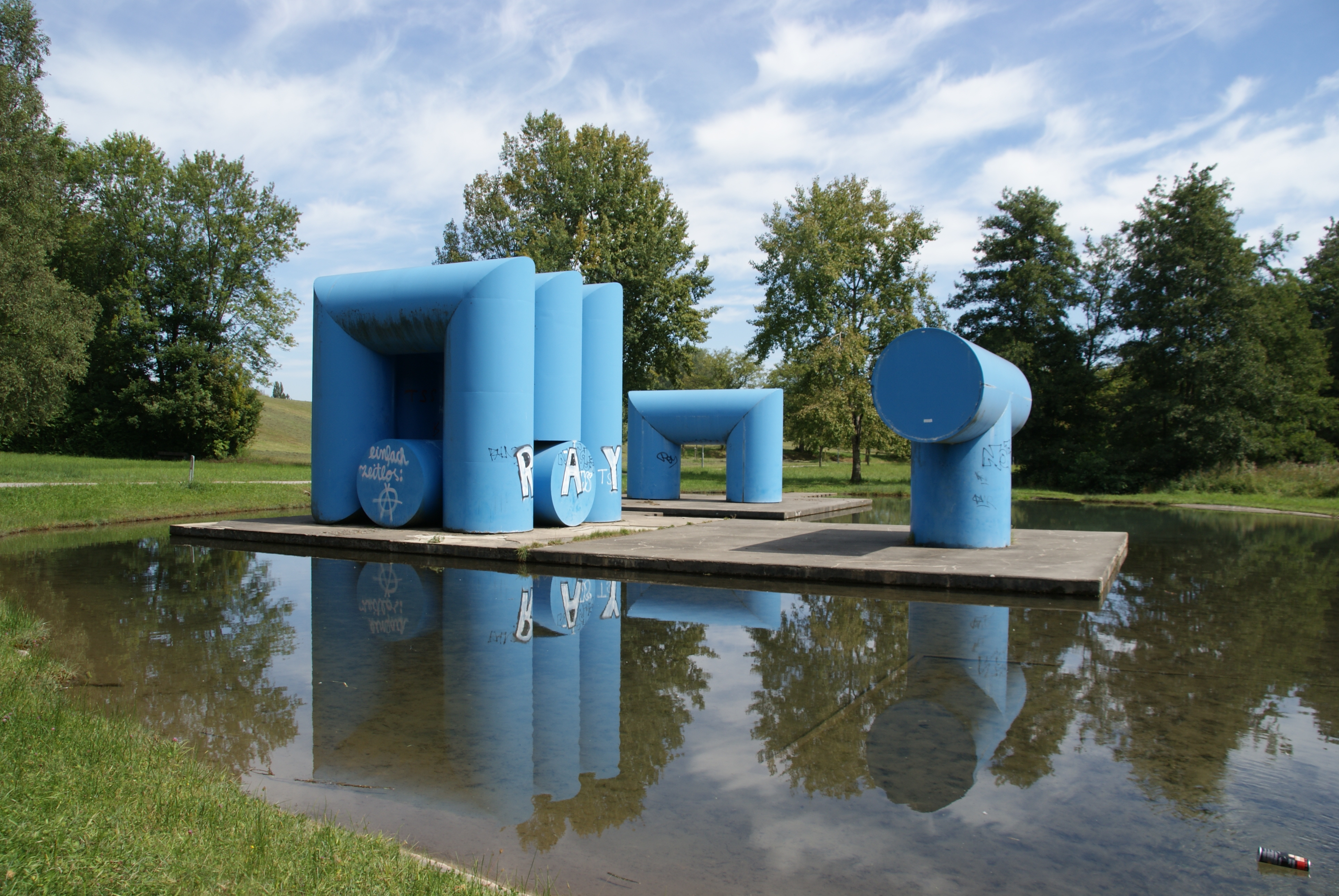
Blick auf die Plastiken von Friedrich Gräsel im Hockgraben unterhalb des Lehrstuhls Gérard Gäfgen (2012)

- Ordinarius an der Technischen Hochschule Karlsruhe, 1962–1965
- Leiter des volkswirtschaftlichen Instituts an der Technischen Hochschule Karlsruhe
- Direktor des Sozialökonomischen Seminars der Universität Hamburg
- Direktor des Instituts für Industrie- und Gewerbepolitik der Universität Hamburg
- Mitglied des Beirats beim Bundesministerium für Wirtschaft, 1970
- Mitglied des wissenschaftlichen Beratergremiums des Staatsministeriums Baden-Württemberg, 1978
- Ehrenvorsitzender des Ausschusses für Gesundheitsökonomik[1] des Vereins für Socialpolitik, 2005

## Ehrungen
- Ehrendoktor Hochschule St. Gallen, 1994
- Namensgeber der Gérard-Gäfgen-Medaille der Deutschen Gesellschaft für Gesundheitsökonomie, 2011